# P160C
P160C est un propulseur à propergol solide développé par Avio et ArianeGroup qui sera utilisé comme propulseur d'appoint du lanceur Ariane 6 (en deux ou quatre exemplaires) et constituera le premier étage du lanceur léger Vega E. Il dérive du propulseur P120C utilisé comme premier étage de Vega C.
Ce moteur à propergol solide, est le plus gros propulseur monolithique (à segment unique) à structure composite fabriqué et mis en service dans le monde.

## Contexte
Le développement de l'étage P160C découle de la décision par l'Agence spatiale européenne de développer un successeur à Vega-C plus puissant et d'améliorer Ariane 6 dans une version dite "Bloc 2", afin de la rendre plus compétitive et plus puissante, pour préserver les parts de marché du lanceur européen. Il entrera en service pour le déploiement des satellites de la constellation Kuiper en 2026. Le gain est estimé à environ 2 tonnes en orbite basse pour la version Ariane 64, là où il est le plus significatif. De plus, le P160C permettra à l'évolution Vega-C+ de  Vega C un gain de 200kg en orbite basse, puis plus encore dans la prochaine version Vega E.

## Développement
L'Agence spatiale européenne a annoncé en mars 2022 commencer le développement d'un booster P120C amélioré. L'envoi à Kourou du P160C QM3 (Qualification Model 3, soit modèle de qualification 3) par Avio depuis son site de production de Cafarello a été réalisé en juin 2024, mais était attendu pour avril 2024. Il a été installé sur le BEAP (banc d'essai d'accélérateurs à poudre) le 20 mars 2025 et a réalisé avec succès sa mise à feu statique d'une durée de 140 secondes le 24 avril, entre midi et 16h heures locales,,.

## Caractéristiques techniques
Le P160C est haut de 12,7 m (22 m avec la coiffe supérieure et l'embase) pour un diamètre de  3,4 m. Sa masse de propergol est 157 t, tandis que sa masse totale est de 167 t. Le propergol solide est du PBHT. Il fonctionne durant 137 secondes,. L'enveloppe (le corps du propulseur), est fabriquée par Avio et obtenue par bobinage et placement automatique de préimprégnés carbone-époxy. La tuyère qui est fournie par ArianeGroup est réalisée dans plusieurs matériaux composites dont du carbone/carbone. Elle est conçue de manière à résister à l'expulsion à très grande vitesse des gaz extrêmement chauds générés par le moteur. La coulée du moteur et son intégration au lanceur sont effectués sur le site du Centre Spatial Guyanais à Kourou.
L'interface avec le corps central est identique à celle du P120C, ce qui simplifiera le processus de transition.